# Culicoides insignipennis
Culicoides insignipennis är en tvåvingeart som beskrevs av John William Scott Macfie 1937. Culicoides insignipennis ingår i släktet Culicoides och familjen svidknott. Inga underarter finns listade i Catalogue of Life.